# Papier thermique

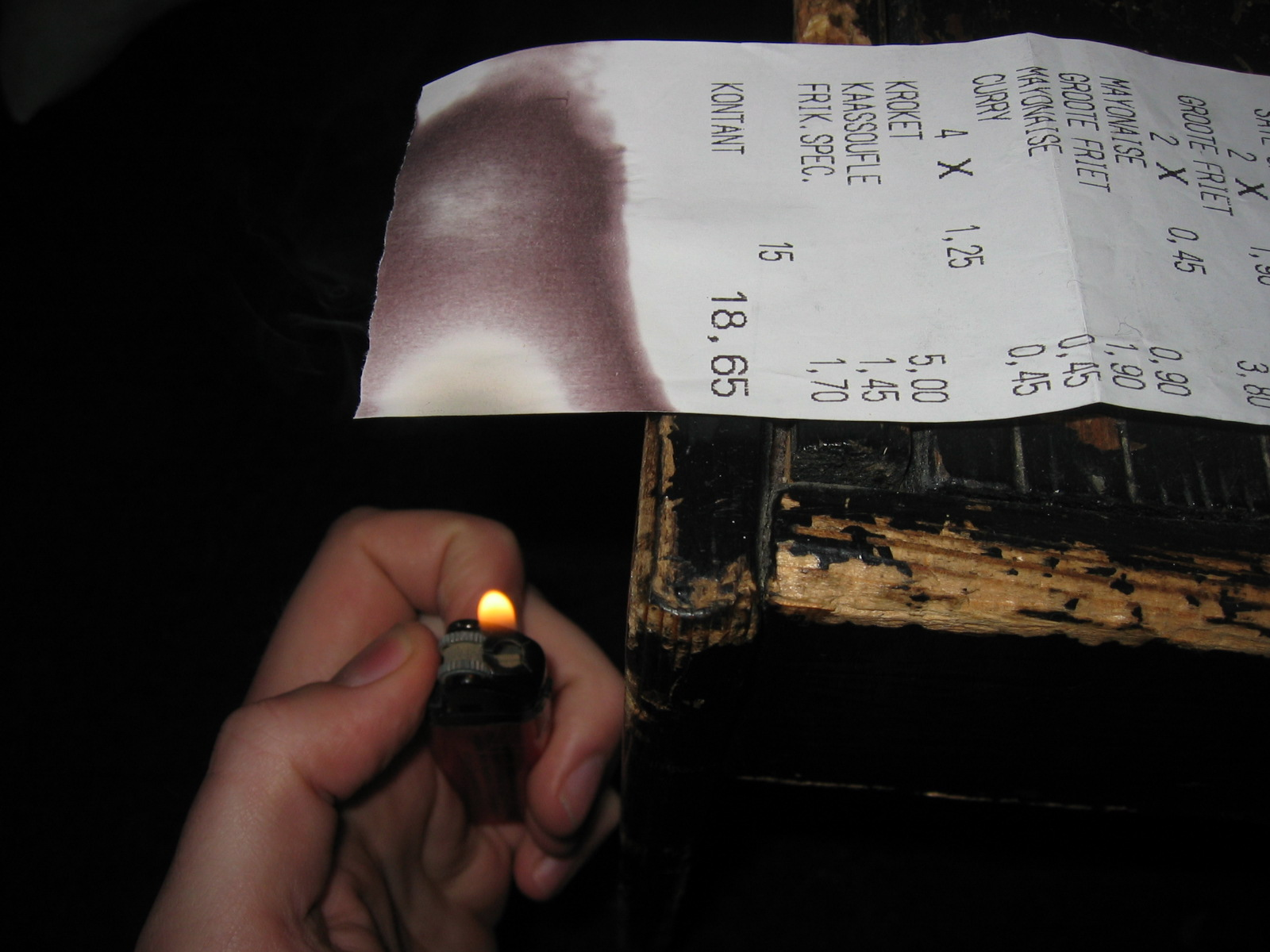
Ticket de caisse : se colore par chauffage à l'aide d'un briquet

Le papier thermique est un papier de base imprégné de plusieurs couches de composants chimiques, permettant de lui conférer des propriétés thermosensibles.
Le papier s'imprime grâce à une imprimante thermique composée d'une tête à points chauffants permettant la révélation d'une image noire.
L'origine du papier thermique remonte au début des années 1970 où il était alors utilisé pour l'impression de fax. Le papier avait, à ce moment-là, une forte tendance à jaunir à la lumière avec le temps. Il présentait également une très faible durée de vie de l'image révélée, conduisant à l'effacement de celle-ci dans un laps de temps assez court. Cela peut poser un problème pour des documents qui doivent légalement être conservés (par exemple pour les fiches de paie ou d'autres documents (factures, etc.)).
Grâce à la recherche et aux innovations technologiques, de nouveaux types de papier thermique ont vu le jour sur le marché. Le papier thermique offre désormais aux utilisateurs des qualités accrues notamment en matière de protection et de durée de vie de l'image et des caractères imprimés. Son utilisation s'est de ce fait étendue à de nombreux domaines.

## Applications

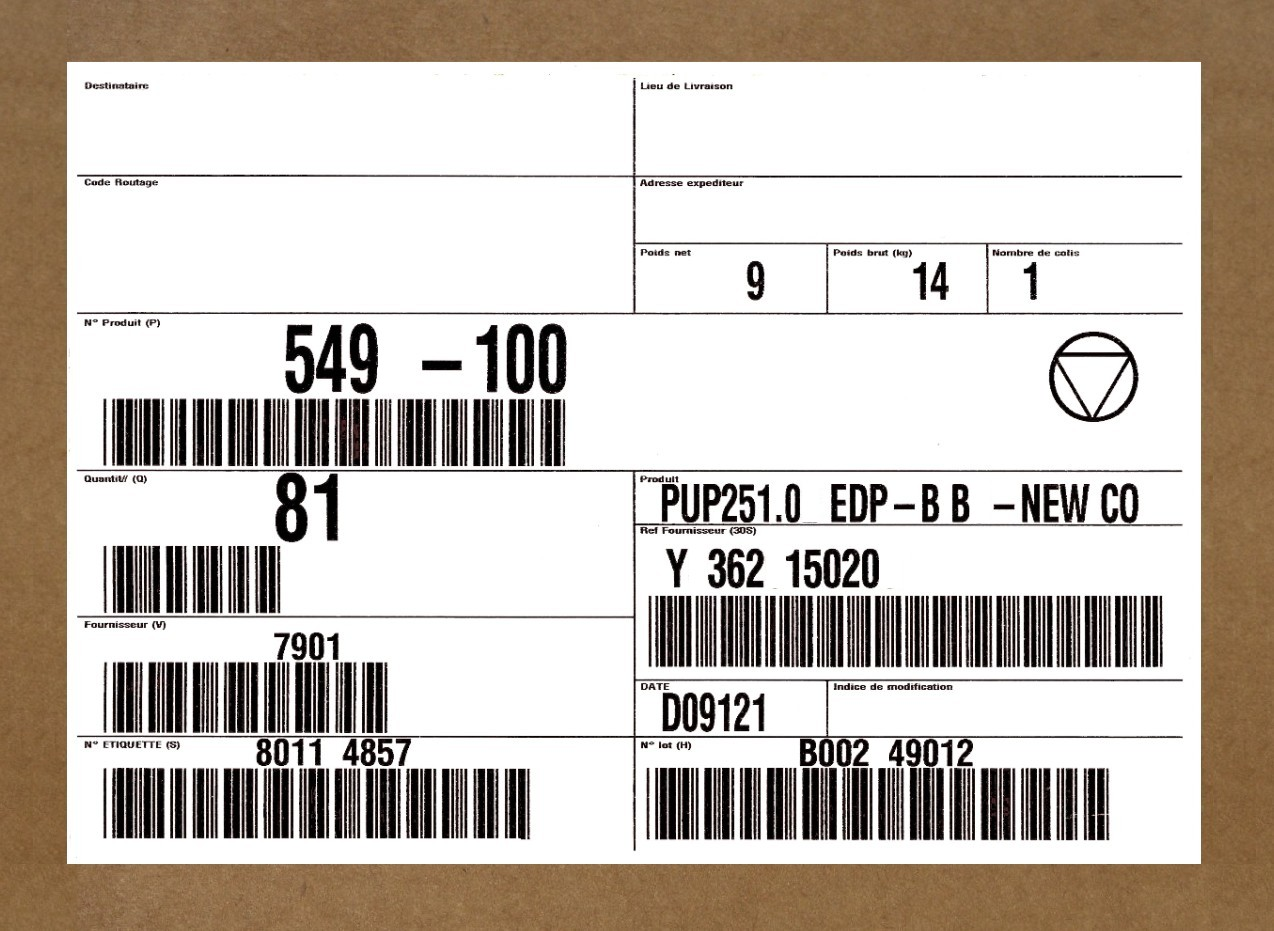
Étiquette de logistique.

Aujourd'hui, le papier thermique est utilisé pour une grande diversité d'applications. En effet, certains papiers thermiques offrant une durabilité de plus de cinq ans peuvent être utilisés dans des domaines dont il faut à tout moment pouvoir garantir l'identification et la traçabilité.
En règle générale, le papier thermique est surtout utilisé pour des applications où l'information imprimée est variable (VIP labels : Variable Information Printing) c'est-à-dire que chaque étiquette imprimée contient son propre code barre, prix et date limite de consommation, par exemple.

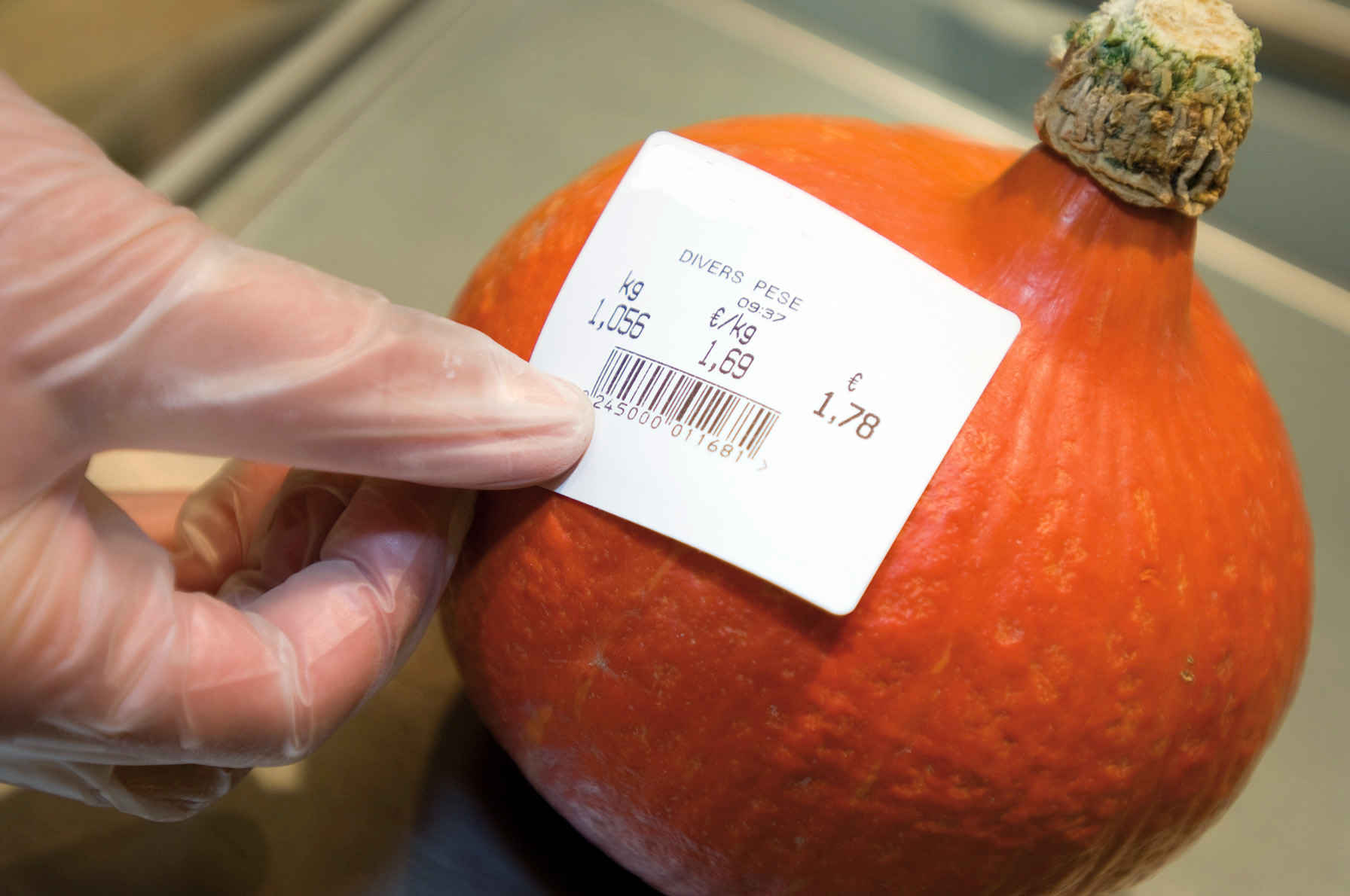
Étiquette alimentaire.

Les applications finales les plus connues pour le papier thermique sont : les tickets de caisse, les étiquettes de produits frais pré-emballés et les reçus bancaires.
Il existe d'autres applications telles que : les tickets de transport (train, avion, métro), les tickets de parking, les tickets d'entrée pour un musée, pour un concert ou pour le cinéma, les reçus de loterie, les étiquettes de logistique, les étiquettes utilisées dans les laboratoires d'analyse biologiques, etc.
Selon les applications, les épaisseurs des papiers thermiques peuvent varier entre 60 µm et 270 µm.
Ces papiers thermiques peuvent être pré-imprimés (exemple : les étiquettes sur les morceaux de viande pré-emballés), c'est-à-dire qu'une impression en offset UV ou en flexographie (eau, solvants, UV) peut être réalisée sur l'étiquette thermique.

## Technique
Le recto du papier est imprégné d'une couche thermosensible contenant un précurseur incolore du colorant (leuco-colorant) et un révélateur acide, le tout dans une matrice. 
La chaleur est générée par la tête thermique de l'imprimante, correspondant à un alignement de résistances électriques. L'information à imprimer est traduite par une impulsion électrique qui fait chauffer les résistances électriques, elles-mêmes en contact avec le papier. 
Quand la matrice est chauffée à une température supérieure à son point de fusion, le colorant devenu liquide réagit avec l'acide et se révèle (noir). Cette réaction chimique se situe à l'endroit chauffé par la tête thermique.
Le recto peut être recouvert par une couche protectrice supplémentaire afin d'éviter la dégradation trop rapide du papier après impression.

## Les différentes qualités
Il existe différents niveaux de qualité pour le papier thermique.

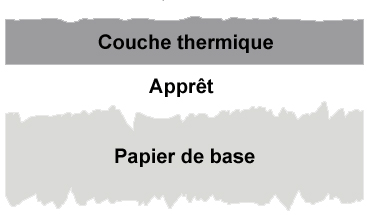
Structure du papier thermique non protégé

Le papier non protégé ou éco : c'est un papier de base enduit de deux couches: une couche servant au lissage du papier (apprêt) et une couche thermosensible sur laquelle l'image thermique est révélée.
- Avantage :
  - Il est adapté à un usage à courte durée

- Inconvénients :
  - Les conditions environnementales (chaleur, plastifiants, etc.) influencent l'évolution du papier thermique dans le temps.
  - La réaction est réversible rapidement.

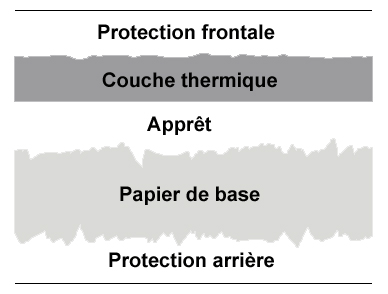
Structure d'un papier thermique protégé

Le papier thermique protégé ou top coated : il s'agit d'un papier de base enduit de trois ou quatre couches : une couche de lissage, une couche thermosensible, une couche de protection frontale et/ou une couche de protection arrière.
- Avantages :
  - Il révèle une excellente qualité d'impression de l'image thermique.
  - Les deux couches de protection assurent la conservation et la protection de l'image révélée sur l'étiquette face aux agressions telles que : l'eau, l'alcool, la lumière, l'huile, le silicone, les plastifiants, les solvants, certains produits chimiques, etc.
  - La couche de protection frontale a deux fonctions : garantir la bonne accroche de l'encre sur le papier lors de la pré-impression et réduire l'abrasion de la tête thermique.

- Inconvénient :
  - Une couche supplémentaire à produire engendre un coût de production supérieur à celui d'un papier éco.

## Les fabricants de papier thermique en Europe
Le nombre de fabricants de papiers thermiques est assez restreint sur le marché :
- Ricoh Industrie France : filiale de la multinationale japonaise Ricoh Ltd. dont le centre de production européen de papier thermique est à Wettolsheim.
- Appleton : société dont le siège social est aux États-Unis et qui distribue du papier thermique en Europe.
- Kanzan : multinationale japonaise dont le centre de production européen de papier thermique est en Allemagne.
- Jujo : multinationale japonaise dont le centre de production européen de papier thermique est en Finlande.
- Mitsubishi Paper Mills : multinationale japonaise dont le centre de production européen de papier thermique est en Allemagne.
- Koehler : groupe allemand fabricant de papiers de spécialité.
- Torras Papel : groupe espagnol fabricant de papiers de spécialité.

## Aspects environnementaux et sanitaires
Les papiers thermiques contiennent pour la plupart du bisphénol A, bien que certains fournisseurs proposent du papier sans bisphénol A et écocertifiés par le Forest Stewardship Council (FSC). À la suite d'une étude de l'INRA montrant que le bisphénol A peut migrer du papier vers l'organisme par passage transcutané, en 2011, il a été envisagé en France d'interdire le bisphénol A (BPA) en raison de son caractère de perturbateur endocrinien actif à très faible dose et polluer les eaux de pulpeurs de papeteries chargées du recyclage des vieux papiers (jusqu'à 440 mg/L d'eau de relarguage pour les papiers thermiques. On y retrouve aussi du M-terphényle, 4-benzylbiphenyl, du 1,2-bis (3-méthylphénoxy) éthane et du benzyle 2-naphtyl éther, quatre produits calori-sensibles utilisés dans ces papiers spéciaux. Certains supermarchés (français notamment) ont commencé à le remplacer par des papiers thermiques contenant du bisphénol S (BPS), ce qui n'est pas forcément une bonne solution selon le député et médecin Gérard Bapt, président du groupe « Santé environnementale » de l'Assemblée nationale. Il rappelle que ce bisphénol de remplacement n'a pas fait l'objet d'études suffisantes pour garantir son innocuité hormonale et que deux études japonaises (2005, 2006) montraient que le BPS est également « un perturbateur endocrinien », moins que le BPA, mais qui se dégrade «beaucoup plus lentement que le BPA dans les milieux aquatiques » et très mal dans l'eau de mer où les fleuves l'amènent. Gérard Bapt estime que par précaution, les caissières susceptibles d'être enceintes ne devraient pas manipuler les tickets de caisse.